# Sławomir Krawczyk
Sławomir Krawczyk (nascido em 28 de maio de 1963) é um ex-ciclista polonês. Terminou em segundo lugar na competição Volta à Polónia de 1989.